# Chwałki (województwo świętokrzyskie)
Chwałki – wieś sołecka w Polsce położona w województwie świętokrzyskim, w powiecie sandomierskim, w gminie Obrazów.
Wieś (przedmieście) położone w starostwie sandomierskim była własnością Sandomierza w 1629 roku.
Dawna własność rodziny Malczewskich (krewnych Jacka Malczewskiego, malarza i Wandy, mistyczki), a poprzez małżeństwo – Pstruszeńskich (Feliks Pstruszeński z Elżbietą z Malczewskich).
31 grudnia 1961 część wsi Chwałki włączono do miasta Sandomierza, gdzie odtąd stanowi osiedle Chwałki.
W latach 1975–1998 miejscowość administracyjnie należała do województwa tarnobrzeskiego.
Przez miejscowość przebiega droga krajowa nr 79 z Warszawy do Sandomierza.
| SIMC    | Nazwa                 | Rodzaj    |
| ------- | --------------------- | --------- |
| 0800605 | Chwałki Dolne         | część wsi |
| 0800611 | Laskowiec             | część wsi |
| 0800628 | Obwodnica             | część wsi |
| 0800640 | Pod Prochownią        | część wsi |
| 0800634 | Po Szosie Ożarowskiej | część wsi |
| 0800657 | Żydowiec              | część wsi |